# Штернберг, Василий Иванович
Васи́лий Ива́нович Ште́рнберг (12 [24] февраля 1818, Санкт-Петербург, Российская империя — 20 ноября 1845, Рим, Папская область) — русский живописец и график, представитель романтического академизма, автор жанровых картин, пейзажей и портретов; ученик Максима Воробьёва, друг Михаила Глинки и Тараса Шевченко.

## Биография
Родился 12 февраля 1818 года в Санкт-Петербурге в семье горного чиновника немецкого происхождения. Сначала был вольнослушателем в Императорской академии художеств, а в 1835 году стал казённым академистом. Кроме пейзажей, Штернберг занимался бытовой живописью — с самого поступления в академию он создавал рисунки и карикатуры, которыми приводил в удивление своих товарищей и учителей. Летние каникулы он проводил в малороссийском имении Качановка покровительствовавшего ему мецената Г. С. Тарновского.
Родившийся в Санкт-Петербурге в семье служащего Горного ведомства, Штернберг получил основательное домашнее образование, во многом благодаря отцу, преподавателю немецкого языка и истории европейских народов в Горном корпусе, и матери, культивировавшей в нём любовь к литературе и музыке. В тринадцатилетнем возрасте он начал обучение живописи под руководством Михаила Лебедева, мастера романтического пейзажа, заложившего основы его профессионального мастерства.
В 1835 году, благодаря рекомендациям Лебедева, предоставившего свои работы для копирования, Штернберг был зачислен вольноприходящим учеником, а затем и в пейзажный класс Академии художеств под руководством профессора Максима Воробьёва. Поддержка со стороны профессора Ф. Г. Плисова, знакомого с семьёй Штернберга и Академией, также способствовала его успешной учёбе.

Юность Штернберга прошла в кругу деятелей искусства, собиравшихся в доме конференц-секретаря Академии художеств Василия Григоровича. Его тесная дружба с Тарасом Шевченко, с которым он проживал в Санкт-Петербурге, оказала значительное влияние на его творческое развитие. Штернберг выполнил иллюстрации к первому изданию «Кобзаря» (1840) и неоднократно проводил летние месяцы в Качановке, что позволило ему глубоко погрузиться в украинскую культуру, элементы которой нашли отражение в его последующих работах.
Результатом этих поездок было множество карандашных рисунков, акварелей и картин. В 1837 году за эти работы, в том числе за акварель «Ярмарка в местечке Ичне», академия наградила Штернберга малой золотой медалью, — картину приобрёл император Николай I для альбома своей супруги. В 1837 году за картину «Освящение пасх в Малороссии» (также купленной императором для подарка своей дочери великой княжне Марии Николаевне) он получил большую золотую медаль и звание художника XIV класса.
В 1840 году он путешествовал до Оренбурга при экспедиции графа Перовского в Хиву, а затем был отправлен в Италию в качестве пенсионера академии. Поселившись в Риме, он продолжал усердно работать. Несмотря на преждевременную кончину, занимает значимое место в художественном процессе, выступая связующим звеном между авангардными тенденциями 1820-х и 1840-х годов. Штернберг умер в Риме 8 сентября 1845 года, прожив всего 27 лет. Похоронен на Некатолическом кладбище в Тестаччо

## Работы
- «Ярмарка в местечке Ичне»
- «Освящение пасх в Малороссии» (1838)
- «Игра в жмурки в усадьбе Г. С. Тарновского»
- «Усадьба Г.С. Тарновского в Качановке» (1837)
- «Мельница в степи» (обе в музее императора Александра III)
- «Пастушок» (1836-38)
- «Малороссийский шинок» (1837)
- «Выдубецкий монастырь близ Киева»
- «Переправа через Днепр под Киевом» (1837),
- «Вид в Киеве»
- «Вид на Подол в Киеве» (1837)
- «Итальянки у водоема»
- «Итальянец-простолюдин» (обе в музее академии художеств)
- «Римские пифферари»
- «Итальянские крестьяне, играющие в карты, в остерии»
- «Этюд головы молодого итальянца»
- «Этюд головы старика-итальянца» (все четыре в московском Публичном музее)
- Автопортрет
- «Озеро Неми»
- «В окрестностях Альбано»
- «Этюд листьев» (все семь в Третьяковской галерее, в Москве)
- "М. И. Глинка в имении Г. С. Перовского за сочинением оперы «Руслан и Людмила»" (в коллекции А. Н. Марковича)
- Многочисленные рисунки и акварели